# Steele, North Dakota
Steele är administrativ huvudort i Kidder County i North Dakota. Orten har fått sitt namn efter militären Wilbur F. Steele. Enligt 2020 års folkräkning hade Steele 665 invånare.